# جامع‌الالحان
جامع الالحان کتابی است به زبان فارسی، دربارهٔ موسیقی، نوشتهٔ عبدالقادر مراغه‌ای. وی این کتاب را برای آموزش دو فرزند خود تألیف کرد. جامع الالحان مشتمل بر مقدمه، دوازده باب و خاتمه است. از جمله موارد اهمیت کتاب، به‌کار رفتن فراوان اصطلاح‌های فارسی موسیقی به جای اصطلاح‌های عربی است.
از جامع الالحان نسخه‌های خطی چندی برجای است. کهن‌ترین نسخه‌ای که از کتاب به دست آمده، در سال ۸۱۸ قمری به خط خود مؤلف نوشته شده‌است که در سال ۱۳۶۶ به دست تقی بینش در تهران چاپ شد. در این چاپ متأسفانه خاتمه که خود در شش فصل رسالهٔ مستقلی به‌شمار می‌رود، حذف شده‌است و فصل دوم این بخش در ۴۵ مجلس است و در هر مجلس اشعاری مناسب موضوع آورده شده‌است.

## تصحیح
تصحیح این کتاب در سال ۱۳۶۶ منتشر و در مراسم کتاب سال جمهوری اسلامی ایران به‌عنوان کتاب برگزیده معرفی شد.